# 弟磯城
弟磯城（おとしき）とは、記紀等に伝わる古代日本の人物。
大和国磯城（現在の奈良県桜井市あたり）地方を支配する豪族。兄磯城（えしき）の弟。『古事記』では「弟師木」と表記されている。

## 経歴
弟磯城は通称で、本名は「黒速」（クロハヤ）という。
『日本書紀』巻第三によると、神日本磐余彦天皇（かむやまといわれひこ の すめらみこと、神武天皇）の命で兄磯城を呼び出しに行き、弓矢で追い返された八咫烏（やたのからす）は弟磯城の家へゆき、兄磯城に告げたのを同じ文言を伝えた。
弟磯城は兄とは異なり、怖じ気づいてかしこまってこう答えた。
そして葉盤（ひらで＝柏の葉を竹釘のようなもので刺して、盤のようにした器）8枚を作り、食物を盛って饗応した。そして烏に導かれて参上し、このように告げた。
と、申し上げた。
このようにして弟磯城は磐余彦に帰順したのだが、『古事記』では、兄師木・弟師木ともに撃たれた、となっており、以下の歌が疲労した「御軍」（みいくさ）の士気向上のために歌われたとある。
これとほぼ同じ歌が、『書紀』では兄磯城軍との高倉山の国見丘での交戦の際に歌われている。
その後、辛酉年、磐余彦は神武天皇として即位した。翌年の2月2日、恩賞を定める際に、弟磯城は「磯城県主」となった。
『書紀』巻第二十九によると天武天皇の時代の683年、磯城県主ら14氏に「連」の姓が授けられている。『新撰姓氏録』によると、大和神別の「志貴連氏」は神饒速日命の孫日子湯支命の後とされている（後述）。

## 考証
『書紀』の一書によると、綏靖天皇から孝安天皇の5代の皇妃は「磯城県主の女」となっており、『書紀』本文では、孝霊天皇の皇后も該当することが次の孝元天皇の記述から分かる。
『古事記』では懿徳天皇までの3代の皇妃となっているが、綏靖天皇の大后は「師木県主の祖（おや）、河俣毘売（かわまたびめ）」、懿徳天皇の大后は「師木県主の祖（おや）、賦登麻和訶比売命（ふとまわかひめのみこと）」となっている。また同書では、孝霊天皇の皇妃は十市県主の女となっているが、前述の『書紀』との比較から、これは師木県主と同一のものであるとみなすこともできる。
『延喜式』によると、祈年祭・月次祭・広瀬の大忌祭に際し、祝詞を唱えることで倭の六県（やまと の むつのあがた）での祭祀が行われた、とある。六御県で生ずる甘菜・辛菜を天皇の食膳に給する結果として、六御県の皇神（すめがみ）の神前に幣帛を捧げ、感謝の詞を唱えることになっていたという。
また、先にあげた弟磯城の八咫烏の饗応記事からは、県主家の女性が天皇の食事に奉仕し、県神の体現者として、天皇と添い寝する儀式の存在を思わせる。彼女達のような巫女の存在が、三品彰英のいうような宗儀的な母子関係を伝承してきたものとも想定する説がある。
いずれにしても、古くから天皇家は磯城地方の「県主」と密接な関係があったことが窺われる。